# أليستير جون
أليستير جون (بالإنجليزية: Alistair John)‏ (28 نوفمبر 1987 بنورتش في المملكة المتحدة - ) هو لاعب كرة قدم بريطاني في مركز الوسط. لعب مع برايتون أند هوف ألبيون وتشارلتون أثلتيك وستيفيناغ بوروه ونادي توركي يونايتد وChessington & Hook United F.C. ‏.

## وصلات خارجية
- أليستير جون على موقع قاعدة بيانات كرة القدم.إي يو (الإنجليزية)
- أليستير جون على موقع Soccerbase.com (لاعب) (الإنجليزية)